# Anri Kristof
Anri Kristof (фр. Henri Christophe; 6. oktobra 1767 - 8. oktobra 1820) bio je ključni vođa Haićanske revolucije i jedini monarh Kraljevine Haiti.
Kristof je bio bivši rob bambarske nacionalnosti u zapadnoj Africi, i možda igbanskog porekla. Počevši od ustanka robova 1791. godine, on se popeo na vlast u redovima haićanske revolucionarne vojske. Revolucija je uspela da stekne nezavisnost od Francuske 1804. godine. Godine 1805. učestvovao je u zauzimanju Santo Dominga (danas Dominikanska Republika), borišiv se pod vođstvom Žan-Žaka Desalina protiv francuskih snaga koje su koloniju stekle od Španije Bazelskim ugovorom.
Nakon ubistva Žan-Žaka Desalinaa, Kristof se povukao u mesto Plaine du Nord i osnovao zasebnu vladu. Dana 17. februara 1807. godine izabran je za predsednika države Haiti, kako je i nazvao to područje. Aleksandar Petion izabran je za predsednika na Jugu. Dana 26. marta 1811. godine, Kristof je osnovao kraljevstvo na severu, a kasnije je proglašen Anrijem I, kraljem Haitija. Takođe je stvorio plemstvo i svog zakonitog sina Žak-Viktora Anrija imenovao za princa i naslednika.
Poznat je po izgradnji Citadele Henri, danas poznate kao Citadele La Feriere, palate Sansusi, Kraljevske kapele Milot i brojnih drugih palata. Pod njegovom politikom korveja ili prisilnog rada, Kraljevina je zarađivala prihode od poljoprivredne proizvodnje, pre svega šećera. Međutim, narod se suprostavio ovom sistemu. Postigao je dogovor sa Velikom Britanijom da poštuje njene karipske kolonije u zamenu za njihova upozorenja njegovoj vladi o bilo kakvim francuskim pomorskim aktivnostima koje prete Haitiju. Nepopularan, bolestan i plašeći se puča, izvršio je samoubistvo, dana 8. oktobra 1820. godine. Njegov sin i naslednik ubijen su 10 dana kasnije. General Žan-Pjer Bojer došao je na vlast i ponovo ujedinio sever i jug Haitija.

## Rani život
Tvrdnje o mestu rođenja i života Anrija Kristof pre nego što su došle do izražaja određene teze, osporavale su se od početka devetnaestog veka. Rođen kao Anri Kristof, verovatno u Grenadi, ali možda i u Sent Kits, sina majke ropkinje i Kristofa, slobodnjaka, doveden je kao rob u severni deo Sen Dominge. Veruje se da je 1779. godine služio u francuskim snagama kao bubnjar u Chasseurs-Volontaires de Saint-Domingue, puku sastavljenom od gens de couleur (stanovnici mešovite rase Sen Dominge). Puk se borio u opsadi Savane, bitke tokom Američkog revolucionarnog rata. Predpostavlja se da je Kristof ranjen u ovoj bici.
Kao odrasla osoba, Kristof je verovatno radio kao zidar, mornar, stabilna ruka ili konobar, tako da je veći deo njegove zarade završio u rukama njegovog gospodara. Jedna popularna priča tvrdi da je radio i upravljao La Couronne, hotelskim restoranom u Kap Francaisi, prvoj prestonici francuske kolonije Sen Dominge i velikom kolonijalnom gradu. Tamo je, prema legendi, postao vešt u bavljenju grand belancima, kako su zvali bogate francuske plantaže. Međutim, nijedna evidencija o upravljanju hotelom ne podržava ovu tvrdnju. Govorilo se da je slobodu iz ropstva stekao kao mladić, pre ustanka robova 1791. Nešto nakon što se nastanio na Haitiju, tamo je doveo svoju sestru Meri, koja se potom udala se i rodila decu. Političke veštine koje je naučio kao hotelijer takođe su mu dobro poslužile kada je kasnije postao vojni oficir i vođa u zemlji.
Počevši od pobune robova 1791. godine, Kristof se istakao kao vojnik u Haićanskoj revoluciji i brzo je postao revolucionarni pukovnik. Godinama se borio, zajedno sa Fransoam Dominikom Tusen-Luvertir Louverture na severu, učestvujući u brojnim bitkama tokom Revolucije. Na kraju se ́uzdigao do čina vrhovnog komandanta u Cap-Francaisu. Do 1802. godine Luvertir ga je unapredio u generala.

## Nezavisni Haiti
Francuzi su deportovali Fransoa Dominik Tusen-Luvertir u Francusku i doveli više od 20.000 novih vojnika pod vikontom de Ročambeau u pokušaju da povrate kontrolu nad kolonijom i ponovo uspostave ropstvo. Žan-Žak Desalin predvodio je borbu za poraz francuskih snaga. Francuzi su povukli svojih 7.000 preživelih vojnika krajem 1803. godine. Kao vođa, Desalin je proglasio nezavisnost Sen Dominge pod novim Haiti 1804. godine.
Kristof je bio zadužen za severnu podelu zemlje, gde je posebno nadgledao prve korake izgradnje utvrđenja Citadele La Ferriere. Godine 1805. general Nicolas Žefrar, zapovednik na jugu, obratio se Kristofu sa zaverom da ubije Desalina. Videvši priliku da preuzme vlast, nije upozorio samoproglašenog cara. Kristofov uticaj i moć na severu bili su takvi da se Desalin, iako svestan opozicije koja mu se sprema u najvišim krugovima moći, našao u nemogućnosti da krene protiv svog generala. Zavera je uključivala većinu visokih oficira Desalina, uključujući ministra rata i mornarice Ilja Žerena, generala Aleksandra Petiona, vrhovnog komandanta druge divizije na Zapadu, generala Nicolas Žefrar i mnogih drugih. Dana 16. oktobra 1806, potpisali su Proglas pod nazivom „Otpor ugnjetavanju“ (енгл. Resistance to Oppression), koji je proglasio neophodnost svrgavanja vlade Desalina i proglasio Anrija Kristofa šefom privremene vlade Haitija. Na Žan-Žaka Desalina je izvršen atentat 17. oktobra 1806. godine

## Neuspela vojna invazija 1805. godine
Godine 1805. francuske trupe su i dalje bile raspoređene na istočnom delu ostrva (uglavnom u Sen Domingu), gde ih je predvodio francuski oficir Mario-Louis Ferand. Mobilizovao je svoje trupe i naredio im da zaplene svu crnačku decu oba pola mlađu od 14 godina kako bi ih prodali kao robove. Saznavši za ovu akciju, Žan-Žak Desalin je bio ogorčen i odlučio je da napadne Sen Domingu, sa svojim snagama pljačkajući nekoliko gradova, kao što su Azua i Moka, i konačno opsadajući grad Santo Domingo, uporište Francuza.
Haićanski general Anri Kristof (u izveštajima na španskom jeziku se naziva Enrike Kristobal), pod vođstvom Desalina, napao je gradove Moka i Santiago. Advokat Gaspar de Aredondo i Pičardo napisao je, „40 deci je prerezano grlo u Mokinoj crkvi, a tela pronađena u prezbiteriju, a to je prostor koji okružuje oltar crkve ...“. Ovaj događaj je bio jedan od nekoliko dokumentovanih izveštaja o zverstvima koje je počinio general Kristof, po naređenju Desalina. Nakon neuspele invazije 1805. godine, povukli su se na stranu ostrva pod španskom vlašću.
Dana 6. aprila 1805. godine, okupivši sve svoje trupe, general Kristof odveo je sve muškarce zatvorenike na lokalno groblje i nastavio je da im reže grkljan. Među njima su bili prezviter Vaskueza i još 20 sveštenika. Kasnije je zapalio čitav grad zajedno sa njegovih pet crkava. Na izlasku je poveo, kolonu poput stada, 249 žena, 430 devojčica i 318 dečaka. Alejandro Ljenas napisao je da je Kristof samo iz Santiaga odneo 997 osoba, a „Monte Plata, San Pedro i Cotui pretvoreni su u pepeo, dok je njihovim stanovnicima ili prerezano grlo ili su na hiljade odvedene u zarobljeništvo, vezani i premlaćeni na putu za Haiti."
Pre odlaska iz Sen Domingo, Žan-Žak Desalin je „izdao naredbu da ... zapovednici raspoređeni u osvojene zajednice, okupe sve stanovnike i pošalju ih u zatvor, i tamo ih, po prvoj komandi, gaze mazge i druge životinje po dolasku u Haićansku stranu."

## Država i Kraljevina Haiti
Nakon borbe za prevlast́ sa Petionm i njegovim pristalicama na jugu, Kristof se povukao sa svojim sledbenicima u Ravnu du Severnu na Haitiju, uporište bivših robova, i tamo stvorio zasebnu vladu. Kristof je sumnjao da mu takođe preti atentat na Jugu. Godine 1807. godine proglasio se „predsednikom i generalom kompnene i morske flote Države Haiti“ (фр. président et généralissime des forces de terre et de mer de l'État d'Haïti, енгл. President and Generalissimo of the armies of land and sea of the State of Haïti).. Petion je postao predsednik "Republike Haiti" na jugu, gde ga je podržao general Žan-Pjer Boler, koji je kontrolisao južne vojske.
Godine 1811. godine Anri je severnu državu Haiti proglasio kraljevinom, gde ga je krunisao Corneili Breil, nadbiskup Milota. Edikt iz 1. aprila 1811. godine dao je njegov puni naslov kao
Henry, par la grâce de Dieu et la Loi constitutionelle de l'État Roi d'Haïti, Souverain des Îles de la Tortue, Gonâve, et autres îles adjacentes, Destructeur de la tyrannie, Régénérateur et bienfaiteur de la nation haïtienne, Créateur de ses institutions morales, politiques et guerrières, Premier monarque couronné du Nouveau-Monde, Défenseur de la foi, Fondateur de l'ordre royal et militaire de Saint-Henri.
Henri, milošću Božijom i ustavnim zakonom države, kralj Haitija, suveren Tortuge, Gonave i drugih susednih ostrva, rušilac tiranije, obnovitelj i dobročinitelj haićanske nacije, tvorac njenog moralnog, političkog i borilačkog institucije, Prvovenčani monarh Novog sveta, branilac vere, osnivač Kraljevskog vojnog reda Svetog Anrija.
Cap-Francais je preimenovao u Kap-Anri (kasnije preimenovan u Kap-Haitien).
Kristof je svog legitimnog sina Žak-Viktori Anri proglasio ga za naslednikom, dajući mu titulu kraljevskog princa Haitija. Veruje se da je njegov drugi sin bio je pukovnik u vojsci.
Kristof je sagradio šest dvoraca, osam palata i masivno utvrđenje Citadelle La Ferriere, na planini u blizini Milota. Sa ostacima palate Sansusi, ovo područje je, godinama kasnije, proglašeno Uneskoovom svetskom baštinom. Devet godina kasnije, na kraju svoje monarhije, Anri je povećao broj imenovanog plemstva sa prvobitnih 87 na 134.
Severni i Južni Haiti borili su se za povećanje poljoprivredne proizvodnje kako bi se oporavili od skupih i štetnih ratova. Sjedinjene Američke Države su tek nedavno okončale embargo na oružje i robu protiv Haitija. Kristof je morao da odluči da li će primeniti verziju sistema plantaža roba radi povećanja poljoprivredne proizvodnje ili će podeliti zemljište u parcele za seljačko uzgajanje. Ovo drugo je bila politika predsednika Petiona na Jugu. Kralj Anri je odabrao nametanje plantaža korvea, sistema prinudnog rada, umesto poreza, ali je takođe započeo svoje masovne građevinske projekte. Tokom njegove vladavine, Severni Haiti je bio despotski, a ekonomija šećerne trske donosila je prihod vladi i zvaničnicima.
Anri Kristof sklopio je sporazum sa Britanijom da Haiti neće ugroziti karipske kolonije. Zauzvrat bi Kraljevska mornarica upozorila Haiti na neposredne napade francuskih trupa. Godine 1807, britanski parlament je doneo Zakon o trgovini robovima kako bi ukinuo uvoz robova u britanske posede. Zbog povećane bilateralne trgovine sa Britanijom, Anrijeva vlada je zaradila ogromnu količinu britanskih funti. Suprotno tome, Petionov Južni Haiti postao je mnogo siromašniji jer je sistem deljenja zemljišta smanjio poljoprivrednu produktivnost, a izvoz je opao.

## Plemenitost i heraldika
Kao kralj, Anri Kristof je stvorio složenu hijerarhiju haićanskog plemstva. Ona se prvobitno sastojala od četiri princa, osam vojvoda, 22 grofa, 40 barona i 14 vitezova („chevaliers“). Kristof je osnovao Koledž za oružje da bi pružio oružne kurseve za nove plemiće. Za svoj lični grb, Kristof je izabrao krunisanog feniksa koji se dizao iz plamena. Takođe je izabravo i moto „Ustajem iz svog pepela“ (фр. Je renais de mes cendres), koji se verovatno odnosi na ponovno rođenje kapetana Anrija nakon što ga je spalio 1802. godine kako bi odbio osvajačku francusku vojsku.
Neki Evropljani su se rugali njegovom stvaranju nove kraljevine. Titule vojvode od limunade (Žilijan Prevo, Kristofov državni sekretar) i vojvode od Marmelade (Žan-Pjer Ričard, guverner Kap Henri) smatrali su posebno komičnim za one koji nisu znali da imena opiču od naziva mesta francuskoh kolonija.

## Francuski pokušj da povrate Haiti
Nakon što je Napoleon abdicirao aprila 1814. godine, kralj Luj XVIII pokušao je da povrati San Domingu.  Pariški ugovor, ratifikovan 30. maja, vratio je španski San Domingo novoobnovljenoj Burbonskoj Francuskoj i odobrio dodatnih pet godina trgovine robljem kako bi se nadoknađivali gubici prouzrokovani ukidanjem ropstva. Oktobra 1814, ministri Anrija I objavili su javne dokaze o francuskim naporima da pokušaju da povrate svoju bivšu koloniju, u obliku pisama koje su nosili francuski agenti zarobljeni na ostrvu. U pometnji koja je usledila, nacija se mobilisala za očekivanu francusku invaziju i započela međunarodnu kampanju za odnose s javnošću. Od novembra, u štampanim medijima širom atlantskog sveta pojavili su se reprinti haićanskih pamfleta, novina i otvorenih pisama. Takve široke strane i uredničke intervencije pratili su kritički teorijski tekstovi o rasi i kolonijalizmu, poput Otkriveni kolonijalni sistem Pompea Valentina Vasteia (Le Sisteme colonial devoile). Istovremeno, Anri je otvorio komunikaciju sa najistaknutijim engleskim abolicionistima: njegovo pismo Vilijamu Vilberforsu stiglo je 5. januara 1815. godine i time je započet novi nivo interakcije između Velike Britanije i Kraljevine Haiti.

## Kraj vladavine
Uprkos promociji obrazovanja i uspostavljanju pravnog sistema zvanog Anrijev zakonik, kralj Anri je bio nepopularan, autokratski monarh. Petionova vladavina Jugom, u kojoj je „gens de couleur” držao vlast, stalno je osporavala njegovo carstvo. Pred kraj Kristofove vladavine, javno raspoloženje suprotstavilo se onome što su mnogi smatrali njegovom feudalnom politikom prisilnog rada, koju je nameravao da iskoristi za razvoj zemlje. Bolesan i nemoćan u pedeset i trećoj godini, kralj Anri počinio je samoubistvo pucajući u sebe srebrnim metkom, umesto da rizikuje puč i atentat. Njegov sin i naslednik ubijen je 10 dana kasnije. Kralj Anri je sahranjen u Citadeli La Ferrijer.
Njegovi potomci su i dalje bili među moćnicima Haitija. Pier Nord Alekis, predsednik Haitija od 1902–1908, bio je Anrijev unuk.
Mišel Benet, koja se udala za Žana-Kloda Divalija, i time postala prva dama Haitija tokom njegove administracije u periodu od 1980. do 1986. godine, je Anrijeva čukununuka.

## Napomene
1. ↑  The coin is inscribed in slightly broken Latin as "HENRICUS DEI GRATIA HAITI REX" (енгл. Henry, by the Grace of God, King of Haiti).

## Literatura
- Madiou, Thomas (1849). Histoire d'Haïti Tome 3. Courtois.
- Cheesman, Clive (2007), The Armorial of Haiti: Symbols of Nobility in the Reign of Henry Christophe, London: The College of Arms, ISBN 978-0-9506980-2-1.
- Griggs, E.L.; Prator, C.H., ур. (1968), Henry Christophe and Thomas Clarkson: A Correspondence.
- James, C.L.R. (1968), The Black Jacobins.
- Vandercook, John (1928), Black Majesty: The Life of Christophe, King of Haiti, New York: Harper and Brothers Publishing.

## Spoljašnje veze
- Haitian American Historical Society Savannah Monument Project
- Marvin T. Jones's blog "Photographing Haiti's Citadelle Henry" Архивирано на веб-сајту  (5. октобар 2013)